# فن برمجة الحاسوب
فن برمجة الحاسوب (بالإنجليزية: The Art of Computer Programming) هو عنوان لمجموعة من الأفرودات ألفها دونالد كنوث والتي تشمل العديد من أنواع الخوارزميات المستخدمة في برمجة الحاسوب وعلمية تحليلها، والذي يغطي بشمول استخدام الخوارزميات المختلفة في البرمجة. من أشهر ما عرف به أيضا ابتكار نظام تخ لتصفيف المحارف حاسوبيًا

## نشر الكتاب
بدأ دونالد كانوث في نشر المشروع سنة 1962 والذي خطط له ليكون على شكل كتاب واحد. ظهرت الأجزاء الثلاثة الأولى بشكل سريع نسبيا، حيث صدر الجزء الأول سنة 1968، الجزء الثاني سنة 1969 أما الجزء الثالث سنة 1973. الجزء الرابع تم تقسيمه ليصدر قسمه الأول في شهر فبراير سنة 2005. من المتوقع أن تظهر الأجزاء المتبقية على مدى السنوات المقبلة.

## روابط خارجية
- دونالد كانوث على موقع موسوعة بريتانيكا